# Feliciano Cardoso de Mendonça
Feliciano Cardoso de Mendonça (1681 - 1721), filho do Coronel Salvador Fernandes Furtado de Mendonça e de Dona Maria Cardoso de Siqueira. Casou-se com sua prima Maria Rodrigues de Siqueira, de quem tivera duas filhas: Branca Furtado e Mendonça (casada com Capitão Leonardo de Azevedo Castro, residentes em Brumado) e Maria Cardoso de Mendonça (casada com Gonçalo de Souza Costa, residentes em Escalvado).

## História
Por volta de 1701, juntamente com seu irmão Antônio Fernandes Furtado, a mando de seu pai, Coronel Salvador Fernandes, explorou a região do Guarapiranga (atual Piranga), descobriu as minas de Bacalhau (atual Santo Antonio de Pirapetinga); Pinheiros Altos, Prazeres; Calambau (atual Presidentes Bernardes); Rocha (atual Senador Firmino).